# Tomasz Kruszewski (prawnik)
Tomasz Kruszewski (ur. 1964) – polski prawnik, profesor nauk prawnych, pracownik naukowo-dydaktyczny Uniwersytetu Wrocławskiego, specjalista w zakresie historii administracji i historii prawa.

## Życiorys
W 1988 ukończył studia prawnicze na Wydziale Prawa i Administracji Uniwersytetu Wrocławskiego. Tam też w 1993 na podstawie rozprawy pt. Partia narodowosocjalistyczna na Śląsku w latach 1933–1945 (organizacja i działalność) napisanej pod kierunkiem Alfreda Koniecznego otrzymał stopień doktora nauk prawnych, zaś w 2000 r. na podstawie pracy pt. Sejm prowincjonalny na Śląsku (1824–1933) został doktorem habilitowanym nauk prawnych. W 2011 r. uzyskał tytuł profesora nauk prawnych.

## Wybrane publikacje
- Niemiecko-polski spis ulic, placów i mostów Wrocławia 1873–1993, Wrocław 1993.
- Partia narodowosocjalistyczna na Śląsku w latach 1933–1945. Organizacja i działalność, Wrocław 1995.
- Niemiecko-polski spis ulic, placów i mostów Wrocławia 1873–1997, wydanie II poprawione i uzupełnione, Wrocław 1997.
- Sejm Prowincjonalny na Śląsku (1824–1933), Wrocław 2000.
- Organizacja opieki społecznej w działalności samorządu prowincjonalnego na Śląsku w XIX i XX wieku, Wrocław 2010[4].